# Лужани (Ориовац)
Лужани су насељено место у саставу општине Ориовац у Бродско-посавској жупанији, Република Хрватска.

## Историја
До територијалне реорганизације у Хрватској налазили су се у саставу старе општине Славонски Брод.

## Становништво
На попису становништва 2011. године, Лужани су имали 1.058 становника.

## Попис1991.
На попису становништва 1991. године, насељено место Лужани је имало 1.275 становника, следећег националног састава:
| Попис 1991.‍   | Попис 1991.‍  | Попис 1991.‍ | Попис 1991.‍ | Попис 1991.‍ |
| ------------- | ------------ | ----------- | ----------- | ----------- |
|               |              |             |             |             |
| Хрвати        | Хрвати       |             | 780         | 61,17%      |
| Срби          | Срби         |             | 254         | 19,92%      |
| Југословени   | Југословени  |             | 112         | 8,78%       |
| Албанци       | Албанци      |             | 11          | 0,86%       |
| Украјинци     | Украјинци    |             | 9           | 0,70%       |
| Пољаци        | Пољаци       |             | 2           | 0,15%       |
| Словенци      | Словенци     |             | 2           | 0,15%       |
| Црногорци     | Црногорци    |             | 2           | 0,15%       |
| Грци          | Грци         |             | 1           | 0,07%       |
| Чеси          | Чеси         |             | 1           | 0,07%       |
| неопредељени  | неопредељени |             | 78          | 6,11%       |
| регион. опр.  | регион. опр. |             | 2           | 0,15%       |
| непознато     | непознато    |             | 21          | 1,64%       |
| укупно: 1.275 |              |             |             |             |